# Тигела (озеро)
Ти́гела (ест. Tõhela järv) — природне озеро в Естонії, у волості Тистамаа повіту Пярнумаа.

## Розташування
Тигела належить до Пярнуського суббасейну Західноестонського басейну.
Озеро лежить поблизу села Мяннікусте.
Акваторія водойми входить до складу заказника Тигела-Ермісту (Tõhela-Ermistu hoiuala). На озері зберігаються місця проживання рідкісних тварин: в'юна звичайного та 3 видів бабок із роду левкориній.

## Опис
Загальна площа озера становить 321,6 га (15-е місце серед найбільших озер в Естонії), площа водної поверхні — 317,6 га, площа трьох островів на озері — 4 га. Довжина — 2 840 м, ширина — 1 850 м. Найбільша глибина — 1,5 м, середня глибина — 1,3 м. Довжина берегової лінії — 16 440 м. Площа водозбору — 21,7 км². Об'єм водойми — 5 295 тис. м³. Обмін води відбувається 1 раз на рік.
Тигела — озеро з помірно твердою стратифікованою водою (тип 2 згідно з ВРД). За лімнологічною типологією, прийнятою в Естонії, озеро макрофітне.
Глибина озера зростає зі сходу на захід. У східній частині озера дно піщане, у західній — мулисте. Озеро містить значні запаси мулу. Східні та північні береги покриті глинистою мореною, західні та південні — болотяними відкладеннями. Вода в озері зеленувато-жовтого кольору, має високу прозорість.
Із північного краю озера витікає річка Паадрема (Paadrema jõgi).

## Використання
У 1946—1948 роках на озері містився радянський воєнний полігон.
Східні береги озера придатні для купання.